# پن ولی (کالیفرنیا)
پن ولی (به انگلیسی: Penn Valley) یک منطقهٔ مسکونی در ایالات متحده آمریکا است که در شهرستان نوادا، کالیفرنیا واقع شده است. پن ولی ۵٫۴۹۵ کیلومتر مربع مساحت و ۱٬۶۲۱ نفر جمعیت دارد و ۴۲۷ متر بالاتر از سطح دریا واقع شده است.